# Siringol

Diagrama químico del siringol o 1,3-dimetiloxi-2-hidroxibenceno.

El siringol (IUPAC: 1,3-dimetoxi-2-hidroxibenceno) es un dimetiléter del pirogalol. Es ligeramente soluble en agua. Es combustible, y su punto de inflamabilidad es de 140 °C.
Junto con el guaiacol, el siringol (y sus derivados) es un producto característico de la pirólisis de la lignina. Su presencia en el humo es característica del humo de madera. En el proceso de ahumado de los alimentos, el siringol es el principal responsable del olor, mientras que el guaiacol contribuye principalmente al sabor.